# БМР-2
БМР-2  — советская бронированная машина разминирования. Создана на базе среднего танка Т-54Б.

## История создания
Опыт ведения боевых действий в Афганистане показал необходимость наличия машин минного траления в бронетанковых подразделениях. Поэтому Министерством обороны СССР было выдано техническое задание на разработку подобной машины. Машина получила обозначение БМР (бронированная машина разминирования). Машина создавалась на базе самоходной артиллерийской установки СУ-122-54. Практически одновременной с БМР-1 была начата разработка бронированной машины разминирования БМР-2 на базе среднего танка Т-54Б. Разработка БМР-2 велась в 482-м конструкторско-технологическом центре в Киеве. Работы велись уже с учётом полученного опыта применения БМР-1.

## Описание конструкции
Машина БМР-2 по своему назначению идентична бронированной машине разминирования БМР-1. Основные отличия заключаются в использовании другой базы и, следовательно, изменённой компоновкой боевого отделения. В составе экипажа имеются 5 человек. На крыше броневого корпуса установлена поворотная командирская башенка, в которой размещён пулемёт.

### Вооружение
В качестве основного вооружения используется 12,7-мм зенитный пулемёт НСВ. Возимый боекомплект составляет 600 патронов.

### Ходовая часть
Ходовая часть аналогичная среднему танку Т-54Б.

### Специальной оборудование
Для маскировки на поле боя на БМР-2 установлены 12 гранатомётов калибра 81-мм системы 902А для стрельбы дымовыми гранатами. Для разминирования перед машиной на специальной разборной кран-стреле установлены два колейных минных трала КМТ-7 «Парнас», на которых имеется электромагнитная приставка «Пайщик». Благодаря тралам БМР-2 создаёт 2 безопасные колеи шириной 800-мм со скоростью до 12 км/ч. Монтаж тралов у экипажа занимает до 3,5 часов, отцепка и демонтаж составляет около 20 минут.

### Боевое применение
1. Афганская война (1979—1989)[3]